# Big Momma's House 2
Big Momma's House 2 (bra: Vovó... Zona 2; prt: O Agente Disfarçado 2) é um filme estadunidense dos gêneros comédia e policial de 2006, dirigido por John Whitesell, com base nos personagens criados por Darryl Quarles, é a sequência de Big Momma's House. O filme estrelado por Martin Lawrence reprisando seu papel como agente Malcolm Turner do FBI, junto com Nia Long, Zachary Levi, Mark Moses, Emily Procter, Kat Dennings e Chloë Grace Moretz em papéis coadjuvantes.
Ao contrário do original, este possui um tom mais familiar em relação ao tom mais maduro do primeiro filme. O filme foi lançado nos cinemas em 27 de janeiro de 2006 pela 20th Century Fox. Apesar das críticas mistas, foi um sucesso de bilheteria e arrecadou US$ 141,5 milhões contra um orçamento de US$ 40 milhões. Uma sequência, Big Mommas: Like Father, Like Son, foi lançada em 2011.

## Sinopse
Após prender um famoso ladrão de bancos, o detetive do FBI Malcolm Turner (Martin Lawrence), que em breve será pai, precisa mais uma vez se disfarçar como Vovó Zona. Desta vez Malcolm precisa encontrar o suspeito de espalhar um vírus de computador letal, que pode permitir que inimigos do governo tenham acesso a arquivos confidenciais. Em meio às investigações ele usa seu disfarce para trabalhar como babá na casa do criador do vírus, Tom Fuller (Mark Moses), enfrentando problemas com os filhos dele e com sua mulher Sra. Fuller (Emily Procter).

## Elenco
- Estúdio: Audiocorp (RJ)
- Mídia: DVD / Televisão / TV Paga
- Direção: Ricardo Schnetzer
- Versão em Português: Fox Film do Brasil

| Personagem                                     | Elenco                  | Dublador Brasileiro   |
| ---------------------------------------------- | ----------------------- | --------------------- |
| Malcolm Turner / Vovó Zona (Hattie Mae Pierce) | Martin Lawrence         | Mário Jorge Andrade   |
| Sherry Pierce                                  | Nia Long                | Andréa Murucci        |
| Leah Fuller (Sra. Fueller)                     | Emily Procter           | Iara Riça             |
| Agente Liliana Morales                         | Marisol Nichols         | Priscila Amorim       |
| Agente Kevin Keneally                          | Zachary Levi            | Reinaldo Buzzoni      |
| Tom Fuller (Sr. Fueller)                       | Mark Moses              | Dário de Castro       |
| Molly Fueller                                  | Kat Dennings            | Gabriella Bicalho     |
| Carrie Fueller                                 | Chloë Grace Moretz      | Ana Elena Bittencourt |
| Stewart                                        | Josh Flitter            | Erick Bougleux        |
| Crawford                                       | Dan Lauria              | Pietro Mário          |
| Trent Pierce                                   | Jascha Washington       | Gustavo Nader         |
| Agente Constance                               | Sarah Brown             | Marisa Leal           |
| Sra. Gallagher                                 | Rhoda Griffis           | Melise Maia           |
| Oshima                                         | Kevin Durand            | Eduardo Borgerth      |
| Casal                                          | Cameron Daddo           | Marcelo Torreão       |
| Bishop                                         | Christopher Jones       | Christiano Torreão    |
| Petra                                          | Shanna Moakler          | Maíra Góes            |
| Lucy                                           | Mehera Blum             | Flávia Saddy          |
| Técnica Bonnie                                 | Wendy Braun             | Guilene Conte         |
| Técnica Lisa                                   | Ann Mahoney             | Angélica Borges       |
| Nolinda                                        | Roxanne Reese           | Selma Lopes           |
| Danielle                                       | Lisa Arrindell Anderson | Izabel Lira           |
| Erskine                                        | Marcus Lyle Brown       | Márcio Chaves         |
| Crystal                                        | Deena Dill              | Flávia Saddy          |
| Taxista                                        | Sean Lampkin            | Hamilton Ricardo      |

## Recepção

### Crítica
No site agregador de críticas Rotten Tomatoes, 6% das 71 resenhas dos críticos são positivas.

### Bilheteria
Vovó Zona 2 arrecadou $ 27.736.056 em sua semana de estreia número um. A partir de 03 março de 2011, o filme já arrecadou um total de $70.165.972 no Estados Unidos a bilheteria com uma bruta mundial de $138.259.062.

## Sequência
Big Mommas: Like Father, Like Son foi lançado em 18 de fevereiro de 2011. Brandon T. Jackson foi escalado para o papel de Trent, que foi originalmente interpretado por Jascha Washington nos filmes anteriores. Nia Long também não reprisar seu papel, o que resultou em sua personagem, Sherry, estar fora. O filme recebeu comentários esmagadoramente negativos de críticos de cinema também.